# Жукова, Мария Семёновна
Мари́я Семёновна Жу́кова (урождённая Зевакина; 1804, Арзамас — 14 (26) апреля 1855, Саратов) — русская писательница, художница, путешественница.

## Биография
Родилась в семье уездного стряпчего Семёна Семёновича Зевакина. Получила хорошее образование. Едва достигнув совершеннолетия (не позже 1822 года), она вышла замуж за нижегородского помещика, выборного уездного судью Разумника Васильевича Жукова, сына литераторов Василия Михайловича и Анны Сергеевны Жуковых. Литературной деятельностью начала заниматься в Петербурге, куда В 1830 году, разъехавшись с мужем, устроила сына в гимназию в Саратов, где в то время жил её отец, уехала в Санкт-Петербург. Дружба с С. А. Голицыной позволила Жуковой познакомиться с жизнью великосветского общества, изучить современную ей литературу.
На протяжении 1830—1837 годов она часто бывала в Петербурге, но достоверных сведений о её знакомстве с петербургским литературным миром нет.

Первым произведением М. С. Жуковой, изданным анонимно, стал сборник «Вечера на Карповке» (СПб., 1837—1838). В. Г. Белинский после выхода «Вечеров на Карповке» писал:
Одним из лучших явлений этого года по справедливости должно назвать произведения г-жи Жуковой
Успех необыкновенный и — надо сказать правду — очень и очень не незаслуженный! <…> Теперь едва ли в какой книжной лавке можно найти её.
В 1838 году Жукова уехала лечиться на юг Франции и в Италию. В 1839 году в «Отечественных записках» (т. V, № 9) была опубликована её повесть «Падающая звезда». После возвращения на родину появился в печати её сборник «Повестей» в 2 частях, также вызвавший одобрительные отклики. В том же 1840 году она вновь уехала за границу — вновь без сына, который остался учиться в одной из петербургских гимназий. Итогом поездки стали вышедшие отдельным изданием «Очерки Южной Франции и Ниццы. Из дорожных заметок» (СПб., 1844).
С 1843 года Жукова жила в России, то в Петербурге, то в Саратове. Сотрудничала в «Библиотеке для чтения», «Сыне Отечества», «Литературной газете»; её произведения появлялись в альманахах «Молодик», «Утренняя заря» и «Русская беседа». Поздние повести М. С. Жуковой («Две сестры», 1843; «Дача на Петергофской дороге», 1845; «Эпизод из жизни деревенской дамы», 1847) охотно печатали «Отечественные записки»; последнюю из прижизненных повестей («Наденька») напечатал «Современник».
В 1848 году Жукова познакомилась с сосланным в Саратов с Н. И. Костомаровым. Из воспоминаний о Костомарове И. И. Палимпсестова известно, что в это время сын Жуковой, окончивший университет, был редактором «Саратовских губернских ведомостей».
М. С. Жукова имела художественный талант, проявившийся ещё в ступинской арзамасской школе. Позднее она «зарабатывала себе на жизнь», выполняя в Эрмитаже копии с картин известных художников. В Саратове Жукова выполнила альбом местной флоры, который оказался в Мариинском земледельческом училище.

## Рекомендуемая литература
- Коноплёва М. С. Мария Семёновна Жукова // Голос минувшего. — 1913. — № 7.
- Жукова М.С. Барон Рейхман: повесть / М.С. Жукова;  иллюстрации П. Сацкого //Русская романтическая повесть  / составитель: В.И. Сахаров.- М.: Советская Россия, 1980.- с. 519 - 552